# Bölmeçalı, Gürpınar
Bölmeçalı (tiếng Armenia: Փակագետիկ), là một xã thuộc thành phố Gürpınar, tỉnh Van, Thổ Nhĩ Kỳ. Dân số thời điểm năm 2011 là 488 người.